# Liste der Geotope im Landkreis Holzminden
Die Liste der Geotope im Landkreis Holzminden enthält die Geotope im Landkreis Holzminden in Niedersachsen. Einige dieser Geotope stehen zugleich als Naturdenkmal (ND), Landschaftsschutzgebiet (LSG), Naturschutzgebiet (NSG) oder Teil von diesen unter Schutz.
| Geotop-Nr. | Bezeichnung                                                          | Ort                                                             | Bemerkung | Koordinaten                     | Bild       |
| ---------- | -------------------------------------------------------------------- | --------------------------------------------------------------- | --- | ------------------------------- | ---------- |
| 4022/02    | Wesersteilhang/Profil durch Mittleren Keuper                         | Teil eines Standortprofils ca. 0,75 km nördlich von Polle       | Aufschlüsse Gesteine. Länge 40 m, Höhe 6 m. Stratigraphie: Trias bis Quartär. Im Landschaftsschutzgebiet LSG-HOL 14 | 51° 54′ 20,5″ N, 9° 24′ 22,7″ O |            |
| 4022/03    | Travertin-Kalksteinbrüche                                            | ca. 2,5 km WSW Pegestorf, Bodenwerder                           | Aufschlüsse Gesteine. Länge 40 m, Höhe 6 m. Stratigraphie: Quartär. Petrographie: Holozän-Travertin-Kalkstein mit Mollusken und Blattresten senkrechte Felswände. Im Landschaftsschutzgebiet LSG-HOL 14                                                                              | 51° 54′ 57,2″ N, 9° 28′ 5,2″ O  |            |
| 4022/04    | Felshänge des unteren Muschelkalks im NSG "Mühlenberg bei Pegestorf" | am Weserufer ca. 2 km WNW Pegestorf                             | Aufschlüsse Gesteine. Höhe 50 m, Fläche 8,0 ha. Stratigraphie: Trias-Unterer Muschelkalk bis Quartär. Petrographie: Kalkstein. Im Naturschutzgebiet NSG-HA 048 "Mühlenberg bei Pegestorf"                                                                                            | 51° 55′ 53″ N, 9° 27′ 51,1″ O   |            |
| 4022/06    | Steinbruch Hehlen, Standardprofil                                    | 1,5 km WSW Hehlen, Bodenwerder                                  | Aufschlüsse Gesteine. Länge 300 m, Breite 50 m. Petrographie: 1,0 quartäre Lockergesteinsschichten; 17,5 mo (2) "Tonplatten"; 6,5 mo T Trochitenkalk mo1+mo2 (geolog. Formation). | 51° 58′ 52″ N, 9° 26′ 52,1″ O   |            |
| 4024/02    | Ehem. Asphalttagebau                                                 | ca. 1 km östlich von Holzen, Eschershausen                      | Gesteine, Fossilvorkommen. Länge 80 m, Höhe 10 m. Stratigraphie: Oberer Jura, tiefster Mittlerer Kimmeridge. Petrographie: fossilführender asphalthaltiger Kalkstein (Lager Germania).                                                                                               | 51° 55′ 39,7″ N, 9° 42′ 2,2″ O  |            |
| 4024/03    | Gipskarsterscheinungen im Sparensiek, verschiedene Erdfälle          | Rönneberg am NW Fuß des Hils, Duingen                           | Gesteine, Fossilvorkommen. rund/oval; Länge 2500 m, Breite 100 m, Höhe 20 m. Stratigraphie: Oberer Jura, Unterer Münder Mergel bis Quartär. | 51° 57′ 54″ N, 9° 40′ 19,2″ O   |            |
| 4024/10    | Töpferhöhle                                                          | unterhalb des Ithkammes, nördlich von Holzen (Holzener Klippen) | Höhle. Stratigraphie: Jura, Malm. Naturdenkmal ND-HOL 18. | 51° 56′ 26,9″ N, 9° 40′ 5,5″ O  |            |
| 4024/16    | Felsen Steinberg                                                     | SW Gerzen. Gemeindefreies Gebiet Eschershausen                  | Felsturm, Klippe. Stratigraphie: Oberer Jura, Korallenoolithe. Petrographie: Kalkstein-Klippe Naturdenkmal ND-HI 178. | 51° 56′ 3,5″ N, 9° 40′ 53,4″ O  |            |
| 4122/01    | Erhebung aus Muschelkalk                                             | 30 m von Weser entfernt südlich von Polle                       | Lagerungsverhältnisse/Tektonik. Höhe 40 m. Stratigraphie: Trias-Unterer Muschelkalk. Petrographie: gefaltete Muschelkalkschichten durch Tektonik des Weserberglandes. Im Landschaftsschutzgebiet LSG HM 17                                                                           | 51° 53′ 50,6″ N, 9° 24′ 24,5″ O |            |
| 4123/01    | Großer Homburg                                                       | 2,5 km NNE Stadtoldendorf                                       | Gesteine, Kuppe. Fläche ca. 1,25 ha. Stratigraphie: Perm-Zechstein bis Quartär. Petrographie: Zechstein-Massiv mit Gipskarstlandschaft. Im Landschaftsschutzgebiet LSG HOL 1 | 51° 53′ 55″ N, 9° 38′ 4,2″ O    |            |
| 4123/02    | Bachschwinde der Helle in einem Erdfall                              | 2 km S Heinade                                                  | Erdfall. Stratigraphie: Perm-Zechstein bis Quartär. Im Landschaftsschutzgebiet LSG HOL 14 | 51° 49′ 16,7″ N, 9° 37′ 41,9″ O |            |
| 4222/01    | Wesersteilhänge                                                      | bei Fürstenberg, Kathagen-Berg, W Fürstenberg, Boffzen          | Gesteine. Höhe 50 m. Stratigraphie: Trias-Buntsandstein. Petrographie: westexponiert rote Sandsteinschichten des Mittleren Buntsandsteins, auf Felsoberfläche liegen alte Terrassenschotter hochgelegener eiszeitl. Weser-Laufe. Im Landschaftsschutzgebiet, NSG-HA 111 Kathagenberg | 51° 43′ 56,6″ N, 9° 23′ 45,6″ O |            |
| 4223/01    | Hochmoor, Sattelmoor im NSG Mecklenbruch                             | rund 1 km nördlich von Silberborn, Holzminden                   | Hochmoor. Länge 1750 m, Breite 400 m; Fläche 63,0 ha. Stratigraphie: Quartär. Petrographie: Sphagnumtorf über Birkenbruchwaldtorf. Im Naturschutzgebiet NSG-HA 049 "Mecklenbruch" | 51° 46′ 45,1″ N, 9° 33′ 23″ O   |            |
| 4223/02    | Ahlequellen                                                          | Zugang B 497 südlich von Neuhaus im Solling, Holzminden         | Hochmoor. Länge 1000 m, Breite 150 m. Stratigraphie: Quartär. Petrographie: Bruchwaldtorf. Im Landschaftsschutzgebiet | 51° 43′ 52,3″ N, 9° 30′ 48,6″ O | Ahlequelle |
| 4223/04    | NSG Torfmoor                                                         | bei Silberborn, Holzminden                                      | Hochmoor. Länge 1250 m, Breite 250 m; Fläche 44,0 ha. Stratigraphie: Quartär. Petrographie: Bruchwaldtorf. Ehemals Naturschutzgebiet NSG-HA 099 "Torfmoor" | 51° 45′ 18,4″ N, 9° 33′ 42,8″ O |            |